# ブリガム・テイラー
ブリガム・テイラー（Brigham Taylor）は、全米製作者組合（p.g.a.）に所属するアメリカ合衆国の映画プロデューサーであり、ウォルト・ディズニー・スタジオにおける製作幹部（エグゼクティブ・バイス・プレジデント〈EVP〉）である。

## 経歴
1994年、ウォルト・ディズニー・カンパニーに入社し、ウォルト・ディズニー・スタジオの製作アシスタントとして、着実にキャリアを積んできた。そして、その経験を活かし、2000年代以降はスタジオの幹部として、大人気シリーズ『パイレーツ・オブ・カリビアン』などのヒット作に携わってきた。また、映画プロデューサーとしては、『ジャングル・ブック (2016年の映画) 』の製作を皮切りに、過去のウォルト・ディズニー・アニメーション・スタジオ長編作品を実写化するプロジェクトも手掛けている。

## フィルモグラフィ
- タイタンズを忘れない Remember The Titans (2000)
- オールド・ルーキー The Rookie (2002)
- サンタクロース・リターンズ! クリスマス危機一髪 The Santa Clause 2 (2002)
- ミラクル Miracle (2004)
- オーシャン・オブ・ファイヤー Hidalgo (2004)
- ナルニア国物語/第1章: ライオンと魔女 The Chronicles of Narnia: The Lion, the Witch and the Wardrobe (2005)
- パイレーツ・オブ・カリビアン/デッドマンズ・チェスト Pirates of the Caribbean: Dead Man's Chest (2006)
- テラビシアにかける橋 Bridge to Terabithia (2007)
- パイレーツ・オブ・カリビアン/ワールド・エンド Pirates of the Caribbean: At World's End (2007)
- ゲーム・プラン The Game Plan (2007)
- セクレタリアト/奇跡のサラブレッド Secretariat (2010)
- トロン: レガシー Tron: Legacy (2010)
- オズ はじまりの戦い Oz: The Great and Powerful (2013)
- ミリオンダラー・アーム Million Dollar Arm (2014)
- トゥモローランド Tomorrowland (2015) 製作総指揮
- ジャングル・ブック The Jungle book (2016) 製作
- パイレーツ・オブ・カリビアン/最後の海賊 Pirates of the Caribbean: Dead Men Tell No Tales (2017) 製作総指揮
- ゴリラのアイヴァン The One and Only Ivan (2020) 製作
- 東京カウボーイ Tokyo Cowboy (2023) 製作
- クマのプーさん（仮） Winnie the Pooh (予定) 製作
- 王さまの剣（仮） The Sword in the Stone (予定) 製作